# Ptychohyla macrotympanum
Ptychohyla macrotympanum es una especie de Anura de la familia Hylidae, género Ptychohyla. Es endémico del occidente de Guatemala. La especie esta amenazada por destrucción de hábitat, y posiblemente por los efecto de la quitridiomicosis.

## Distribución y hábitat
Fue únicamente encontrado en el municipio de La Democracia, Huehuetenango.  
Su hábitat natural se compone de bosque seco donde vive en la cercanía de cursos de agua. Su distribución altitudinal oscila entre 100 y 1000 m s. n. m.